# Thérèse Étienne
Pour plus de détails, voir Fiche technique et Distribution.
Thérèse Étienne est un film français en coproduction franco-italienne, réalisé par Denys de La Patellière et sorti en 1958.

## Synopsis
En Suisse, Thérèse Étienne, paysanne de 25 ans, arrive dans le canton de Berne pour y chercher du travail. Elle est embauchée comme domestique dans la ferme d'Anton Müller qui dirige son domaine d'une main de fer. Imposant quinquagénaire, Anton poursuit infatigablement Thérèse de ses assiduités. Devant sa résistance et désireux de la posséder à tout prix, il la prend pour femme sans autre forme de discussion. Lors du mariage, Thérèse fait la connaissance de Gottfried Müller, fils qu'Anton a eu d'un premier mariage et c'est le coup de foudre. Excédée par la grossièreté et l’ivrognerie de son mari, Thérèse se réfugie dans les bras et le lit de Gottfried. Lorsque Anton découvre coup sur coup leur liaison et la grossesse de sa femme enceinte des œuvres de son fils, il entre dans une telle fureur que Thérèse, effrayée et affolée, le tue en l'empoisonnant. C'est Gottfried qui, assailli par le remords, s'accuse du crime. Lors de son procès, Thérèse dévoile la vérité au tribunal. Elle est condamnée et son fils naîtra en prison.

## Fiche technique
- Titre original : Thérèse Étienne
- Titre italien : Teresa Etienne
- Réalisation : Denys de La Patellière
- Assistants-réalisation : Jacques Deray, Robert Mazoyer
- Scénario : Roland Laudenbach, Denys de La Patellière d'après le roman de John Knittel, Into the Abyss (1927)
- Dialogues : Roland Laudenbach
- Décors : Paul-Louis Boutié
- Costumes : Rosine Delamare, Paulette Coquatrix
- Musique : Maurice Thiriet
- Photographie : Roger Hubert
- Son : William Robert Sivel
- Montage : Georges Alépée
- Tournage : 
  - Intérieurs : Studios de Boulogne (Hauts-de-Seine)
  - Extérieurs : Gstaad, Lauenen (Canton de Berne, Suisse)
- Producteurs : Georges Agiman, Jacques Bar
- Sociétés de production : Cité Films (France), Monica Film (Italie)
- Sociétés de distribution : Columbia Pictures, CEIAD, Continental Distributing
- Pays d'origine :  France -  Italie
- Langue : français
- Format : noir et blanc — 35 mm — 2.35:1 CinemaScope — monophonique
- Genre : drame
- Durée : 90 minutes
- Date de sortie :  7 février 1958
- Affiches : Boris Grinsson, Jean Mascii (France)

## Distribution
- Françoise Arnoul : Thérèse Étienne
- Pierre Vaneck : Gottfried Müller
- James Robertson Justice : Anton Müller
- Guy Decomble : Rothlisberger
- Paul Mercey : Léonard
- Léonce Corne : le notaire
- Jacques Monod : le médecin
- Robert Porte : Félix
- Guy Kerner : le juge
- Georges Chamarat : le président
- François Chaumette : le procureur
- Rita Liechti : Frida
- Josette Vardier : Emma
- Erika Denzler : Hedwige
- Christiane Navailles : Sophie
- Madame Schwitzgebel : la cousine